# Увійди в кожен будинок
«Увійди в кожен будинок» — радянський п'ятисерійний художній телефільм 1989 року, знятий на Кіностудії ім. О. Довженка.

## Сюжет
За однойменним романом Єлізара Мальцева. Кінороман про життя радянського колгоспу в перші роки перебудови.

## У ролях
- Клара Лучко — Авдотья
- Ігор Лєдогоров — Пробатов
- Олексій Булдаков — Єгор
- Людмила Ніколаєва — Ксенія
- Костянтин Степанков — Бахолдін
- Валерій Свіщев — Вікентій Павлович
- Геннадій Кринкін — епізод
- Олексій Богданович — епізод
- Ігор Єфімов — епізод
- Людмила Хитяєва — Черкашина
- Ольга Єгорова — епізод
- Іван Агафонов — епізод
- Федір Одиноков — завідувач фермою
- Ольга Первєєва — епізод
- Віктор Півненко — епізод
- Ніна Шаролапова — епізод
- Віктор Приз — епізод
- Лариса Трухіна — епізод
- Світлана Потапенко — епізод
- Юрій Медведєв — епізод
- Василь Фущич — епізод
- Лев Перфілов — Льова, бухгалтер
- Борис Александров — епізод
- Галина Дьоміна — епізод
- Володимир Артеменко — епізод
- Валентина Гончаренко — епізод
- Станіслав Малганов — епізод
- Валентин Бєлохвостик — епізод
- Людмила Лобза — епізод
- Неоніла Гнеповська — епізод
- Аліція Омельчук — епізод
- Галина Нехаєвська — епізод
- І. Подошек — епізод
- Валерій Панарін — епізод
- Володимир Ткаченко — епізод
- Борис Харитонов — епізод
- Валентин Черняк — епізод
- Геннадій Болотов — епізод
- Іван Бондар — комірник

## Знімальна група
- Режисер — Василь Ілляшенко
- Сценарист — Олексій Тімм
- Оператор — Сергій Борденюк
- Композитор — Ігор Поклад
- Художник — Ігор Влазнєв